# باب مانتفورد
باب مانتفورد (انگلیسی: Bob Mountford; ۲۳ فوریهٔ ۱۹۵۲ – ۲۶ اوت ۲۰۰۸) بازیکن فوتبال اهل بریتانیا بود.
از باشگاه‌هایی که در آن بازی کرده‌است می‌توان به باشگاه فوتبال کرو آلکساندرا، باشگاه فوتبال استوک‌پورت کانتی، باشگاه فوتبال اسکانتورپ یونایتد، باشگاه فوتبال روچدیل، باشگاه فوتبال هادرزفیلد تاون، و باشگاه فوتبال پورت ویل اشاره کرد.